# Opętany
Opętany (oryg. ukr. Юродивий, Jurodywyj) – niedokończony poemat Tarasa Szewczenki z 1857.

## Okoliczności powstania utworu
Zdaniem Mariana Jakóbca Opętany miał być jedynie częścią większego utworu zatytułowanego Satrapa i Derwisz. Sam Taras Szewczenko wspominał, że inspiracją dla powstania wiersza, którego bohaterem był kijowski generał-gubernator Dymitr Bibikow, był sen, jaki miał w czasie zesłania do Twierdzy Orskiej, oraz docierające do niego pogłoski o dalszych losach Bibikowa po przeniesieniu go z Kijowa do Wołogdy. Inspiracją dla kształtu utworu była twórczość Aleksandra Puszkina; Szewczenko chciał nawet, ze względu na treść dzieła, napisać je w języku rosyjskim, z czego ostatecznie zrezygnował. Dzieło powstało w czasie pobytu Tarasa Szewczenki w Niżnym Nowogrodzie, już po wyjściu z więzienia.

## Treść
Poeta wspomina rządy "cara-feldfebla" i jego reprezentantów: kaprala Gawryłowicza Bezrukiego i frajtera Dołgorukiego nad Ukrainą, którzy w imieniu cara uciskali cały naród. Ten zaś nie tylko nie buntował się przeciw swojemu losowi, ale wręcz starał się mu przypodobać: wielu mieszkańców Ukrainy dążyło tylko do tego, by wkupić się łaski administracji carskiej. Poeta określa swoich rodaków jako ród przeklęty, który skazany jest na wyginięcie. Stwierdza jednak, że sytuacja Ukrainy musi się zmienić - pojawią się ludzie, którzy staną do walki o wolność nie tylko Ukraińców, ale wszystkich Słowian. Wspomina o "Kozaku", który w cerkwi dał w twarz Bezrukiemu, choć wiedział, że zostanie za to skazany na katorgę. Następnie poeta wspomina o niezliczonych zbrodniach Mikołaja I, tysiącach zesłańców na Syberię, nazywa cara zbirem i zabójcą prawdy. Wreszcie buntuje się przeciw Bogu. Zarzuca mu, że nie widzi tragedii "najświętszych niewolników" - tych, którzy buntowali się przeciw caratowi i zostali za to skazani na wieloletnie więzienie na Syberii, nie ingeruje w ich los, pozwala kolejnym carom na spokojne życie. Zapowiada jednak, że to on, poeta, stanie na czele buntu ludzi do tej pory gnębionych przez carat. Myśl ta najprawdopodobniej miała być rozwinięta w dalszej części utworu, nigdy nienapisanej. Zachowane notatki Szewczenki pozwalają również stwierdzić, że w dalszej części utworu miał pojawić się ustęp stanowiący poetycki hołd dla dekabrystów, o których autor wiele czytał w czasie swojego pobytu w Niżnym Nowogrodzie.

## Cechy utworu
Opętany jest jednym z najostrzejszych satyrycznych utworów politycznych Szewczenki. Zdaniem Mariana Jakóbca dzieło to posiada nawet więcej siły wyrazu, niż napisany w podobnym tonie w 1843 poemat Sen, zaś Szewczenko pod względem pesymizmu i krytyki carskich urzędników poszedł dalej, niż współcześni mu twórcy rosyjscy, przeciwnicy caratu. Rządy urzędników carskich (Bibikow, określany jako Bezruki, i Dołgorukow-Dołgoruki) zostają porównane do nieustannego musztrowania i szykanowania żołnierzy, znanych Szewczence z zesłania do Twierdzy Orskiej. Dzieło nawiązuje tematycznie do poematu Sen - również zawiera dramatyczny opis tysięcy zesłańców na Syberię, skontrastowany z potęgą carów, oraz bluźnierczy zwrot do Boga, oskarżający go o obojętność wobec sytuacji w Rosji.
Opętany miał być najprawdopodobniej prologiem do utworu Satrapa i Derwisz, którego akcja miała rozgrywać się w nieokreślonym państwie dalekowschodnim rządzonym przez tytułowego satrapę. Według zapisu z pamiętnika Szewczenki poeta rozważał nadanie dziełu formy epopei, miał jednak wątpliwości, czy będzie zdolny napisać tego typu dzieło. Zachowane notatki pozwalają ustalić, że gdyby Satrapa i Derwisz został ukończony w planowanym kształcie, byłby najprawdopodobniej eposem satyryczno-heroicznym utrzymanym w formie monologu poety-przywódcy buntu. Całość miała przypominać konwencję napisanych wcześniej Neofitów.
Utwór został opublikowany po raz pierwszy w 1901.